# 森友三治
森友 三治（もりとも さんじ、1913年〈大正2年〉 - 1940年〈昭和15年〉3月22日）は、日本の官僚。1932年7月に設立された満州国の官吏養成機関である大同学院第一部第九期生である。大同学院は、満州国の現職中堅官吏の補足養成機関であり、6ヶ月乃至1年間同一寮内にて寝食を共にして研究に励んだと言われている。

## 略歴
大正2年、福岡県田川郡勾金村（現．福岡県田川郡香春町）に生まれる。1934年〈昭和9年〉3月、鳥取高等農業学校（現・鳥取大学農学部）卒業後、中央省庁を経て、満州帝国大同学院第一部第九期生として同学院を修了、満州国龍江省明水県の参事官となる。1940年〈昭和15年〉3月に起きた五原事件によって27歳の若さでこの世を去ることとなった。戦時中から戦後にかけて農業実習の指導や海外農業の普及等について説いた農林官僚であった森友政勝の弟である。